# Hans Christian Grønvold
Hans Christian Grønvold (1788-1852) var i 1800-tallet den mest fremtrædende købmand i Præstø og drev den forretning videre, som købmand Laurids Nielsen havde haft i 1600-tallet. Han etablerede et sildesalteri og opbyggede en større korneksport.
I 1814 blev han gift med Mette Marie Søby og fik med hende flere børn.
Han er begravet ved Præstø Kirke.